# ألسايد ليجراند
ألسايد ليجراند (بالفرنسية: Alcide Legrand)‏ هو مصارع رياضي فرنسي، ولد في 17 فبراير 1962 في برجراك في فرنسا.

## وصلات خارجية
- ألسايد ليجراند على موقع قاعدة بيانات المصارعة الدولية (الإنجليزية)
- ألسايد ليجراند على موقع اللجنة الأولمبية الدولية (الإنجليزية)
- ألسايد ليجراند على موقع أوليمبيديا (الإنجليزية)